# Ivan Nikčević
Ivan Nikčević (Nikšić, 11. veljače 1981.), srbijanski rukometaš, igrač poljskog kluba Wisła Płock i srbijanske reprezentacije.
Baviti rukometom se počeo u RK Sutjeski, od 1999. do 2005. igrao je za Crvenu zvezdu, od 2005. do 2007. za Alteu, od 2007. do 2008. za Ciudad de Almeríu, od 2008. do 2011. za SDC San Antonio, a od 2011. do 2012. za BM Valladolid. Za seniorsku reprezentaciju SR Jugoslavije debitirao je u dobi od 20 godina. Nakon raspada SCG nuđeno mu je igrati za Crnu Goru, ali on je odlučio braniti boje Srbije s kojom je osvojio srebro na EP u rukometu 2012.

## Vanjske poveznice
- Profil na stranicama EHF